# Гаврил Кацаров
Гаврил Илиев Кацаров е виден български учен, класически филолог, историк и археолог. Син е на свещ. Илия Кацаров, участник в Априлското въстание от 1876 година.
Ректор е на Софийския университет. Бил е директор на Народния археологически музей и Българския археологически институт.

## Биография
Гаврил Кацаров е роден в град Копривщица на 4 октомври 1874 г. През 1899 г. завършва с докторат „Класическа филология и стара история“ в Лайпцигския университет. Специализира в Берлин и Мюнхен (1901 – 1902) и Италия (1906).
След завръщането си в България започва работа като учител в Първа софийска мъжка гимназия, но скоро е командирован във Висшето училище. Доцент от 1900 г., извънреден професор (1904), редовен професор (1910). Титуляр на катедрата по стара история (1910 – 1943). Достига до постовете декан на Историко-филологическия факултет (1915 – 1918) и ректор на университета (1927 – 1928).
В следващите 2 години е директор на Народния археологически музей в София. Основател е и член на УС на Българския археологически институт (1920). Избран е за директор след оставката на Богдан Филов през март 1940 г.
Основоположник е на българската тракология. В продължение на десетилетия публикува трудове върху историческата география, политическата история, културата и религията на траките, оказали значително влияние в световен мащаб. За разлика от по-късни автори, той избягва идеализацията на тракийската култура и подчертава ефимерния характер на тракийските държавни образувания. През 1920-те години Кацаров чете първия курс по история на траките в Софийския университет.
Кацаров работи върху историята на Древна Македония, като защитава възгледа, че древните македонци не са гърци, а смес от пеласги, траки и илири, подложени на гръцко влияние.
Действителен член (академик) е на Българската академия на науките (1909). Действителен член на Румънската академия на науките (1936) и на Австрийската академиия на науките (1939). Член е и на други чуждестранни дружества и институти.
Гаврил Кацаров е брат на генерал-майор Димитър Кацаров.

## Избрана библиография
- Аристотел. Атинската държавна уредба, превод Гаврил Кацаров.   София, Българско книжовно дружество, фонд "Напредък", 1904.
- Принос към старата история на София.   София, Софийското археологическо общество от фонда на Софийската община, 1910.
- Кацаров, Гаврил Златарски, Васил. Договорът на княза Иванко, син Добротичев, с генуезците 1387 г.  София, Известия на Историческото дружество, 1911.
- Приноси към историята на древността. Първа редица (1920)
- Пеония. Принос към старата етнография и история на Македония (1921)
- Цар Филип II Македонски. История на Македония до 336 г. пр. Христа (1922)
- България в древността. Историко-археологически очерк (1926)
- Обща и българска история за II прогимназиален курс (1927)
- Katzarow, Gawril. Chapter XVII: Thrace //  The Cambridge Ancient History; volume VIII; Rome and the Mediterranean 218 – 133 B.C.  Cambridge At the University Press, 1930. с. 534 – 560.
- Платон. Апология, превод Гаврил Кацаров. 2-ро.   София, „Тодор Чипев“, 1943.
- Извори за старата история и география на Тракия и Македония, съавт., (1949)

## Обекти, носещи името на личността
1. 110-то ОУ „проф. Гаврил Кацаров“ – в гр. София, ж.к. „Захарна фабрика“ – до 2007 г.!